# City of Caterpillar
City of Caterpillar war eine von 2000 bis 2003 bestehende Screamo-Band aus Richmond, Virginia / USA.

## Geschichte
Gegründet wurde die Band im Frühjahr 2000 vom Sänger und Gitarristen Brandon Evans, nachdem sich seine Band kurz zuvor aufgelöst hatte.
Im Laufe der Zeit kommt es am Bass und am Schlagzeug zu einigen Line-up-Wechseln. Kevin Longendyke wird neuer Bassist, während ein Jahr später Pat Broderick am Schlagzeug Platz findet. Alle kennen sich aus der Punk/Hardcore-Punk-Szene Virginias.
Die Band war der D.I.Y.-Philosophie stark verbunden und propagierte dies.
Nach einer Tour in Kanada mit der Band Strike Anywhere löst sich die Band wegen persönlicher Differenzen 2003 auf.
Die Mitglieder der Band waren bzw. sind in anderen Bands aktiv, so etwa bei Verse En Coma, The Ghastly City Sleep, Haram oder Darkest Hour.

## Stil
Typisch für den Sound der Band sind die auch für das Genre Emo wesentlichen Wechsel zwischen Laut und Leise, schnell und langsam. Weiterhin zeichnet sich die Musik auch durch die ebenso wesentlichen explosiven Schrei-Passagen und ruhigeren Songteile aus.
Auf einer Seite mit Beschreibungen zu Emo- und Screamobands heißt es:

“This combination of dynamic build ups and emotional releases had been flirted with before in the emo scene, but City of Caterpillar really showed the scene how far you could push the idea.”

Der Aufbau der Lieder wirkt stärker chaotisch, dennoch bleiben die Titel relativ langsam. Der Sound ähnelt stark an die ebenfalls aus dem Raum des Washington D.C. Hardcores kommenden Bands wie Moss Icon.

## Diskografie
- 2000: Split mit System 2600 (7", Sea of Dead Pirates Records)
- 2001: A Split Personality, Split mit pg. 99 (7", Level Plane Records)
- 2001: Tour (7", Level Plane Records)
- 2002: City of Caterpillar (LP/CD, Level Plane Records)
- 2002: Demo and Live (Demo- und Livesongs, LP/CD, Level Plane Records)
- 2022: "Decider" (Single, Relapse Records, Inc.)